# Akialoa
Akialoa är ett fågelsläkte i familjen finkar inom ordningen tättingar: Släktet omfattar fyra arter som alla är utdöda och tidigare förekom i Hawaiiöarna:
- Mindre akialoa (A. obscura)
- Oahu-akialoa (A. ellisiana)
- Kauai-akialoa (A. stejnegeri)
- Lanai-akialoa (A. lanaiensis)

Släktet inkluderades tidigare i Hemignathus. Ytterligare en art, bågnäbbsakialoa (Akialoa upupirostris), dog ut tidigare under holocen.